# Gakuji Ota
Gakuji Ota (太田 岳志 Ota Gakuji?, nacido el 26 de diciembre de 1990 en Kuwana) es un futbolista japonés que se desempeña como guardameta en el Kyoto Sanga FC de la J1 League.

## Trayectoria

### Clubes
| Club            | País  | Año         |
| --------------- | ----- | ----------- |
| FC Gifu         | Japón | 2013 - 2015 |
| Tokyo Verdy     | Japón | 2016 - 2017 |
| Kataller Toyama | Japón | 2018 - 2019 |

## Estadística de carrera

### J. League
| Club        | Año   | J. League | J. League | Copa J. League | Copa J. League | Total | Total |
| Club        | Año   | Part.     | Goles     | Part.          | Goles          | Part. | Goles |
| ----------- | ----- | --------- | --------- | -------------- | -------------- | ----- | ----- |
| FC Gifu     | 2013  | 0         | 0         | -              | -              | 0     | 0     |
| FC Gifu     | 2014  | 2         | 0         | -              | -              | 2     | 0     |
| FC Gifu     | 2015  | 18        | 0         | -              | -              | 18    | 0     |
| Tokyo Verdy | 2016  | 0         | 0         | -              | -              | 0     | 0     |
| Tokyo Verdy | 2017  | 0         | 0         | -              | -              | 0     | 0     |
| Total       | Total | 20        | 0         | 0              | 0              | 20    | 0     |